# Глибоцький замок

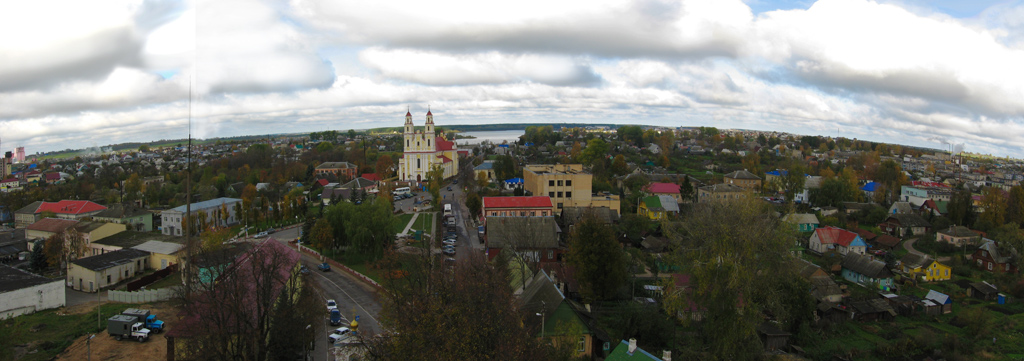
Панорама Глибокого в напрямку існування замку

Глибоцький замок — оборонна споруда у місті Глибоке Великого князівства Литовського (сучасне Глибоке Вітебської області). Існував у 16-18 століттях.

## Опис
Він був побудований на місці «двору» Зяновича (південно-західна частина міста). Замок позначений на карті М. Струбіча «Театр війни за Лівонію» (1589). Описи замку того періоду невідомі, але, мабуть, він не відрізнявся від традиційних будівель того часу із земляним валом, дерев'яними стінами та вежами. Під час війни між Росією та Річчю Посполитою 1654—1667 рр. 30 червня 1654 р. під стінами замку відбулася битва між загонами армії ВКЛ та російськими військами на чолі з думським дворянином Ж. В. Кондировим. За історичними джерелами, 2 серпня 1654 року замок був спалений, а начальник оборони полоцького камергера Бяханський потрапив у полон. У 1658 р. загін війська полковника В. Воловича увірвався в замок і спалив його, а захоплені гармати доставив у Довгинове. Пізніше замок був відбудований і проіснував до кінця XVIII століття У 1700 році під час Північної війни замок сильно постраждав від великої пожежі. Поступово замчище забудовувалось, вул. Замкова досі згадувалася в документах кінця 18-19 століть.